# Rescued by Rover
Rescued by Rover ist ein Film von Lewin Fitzhamon aus dem Jahr 1905. Der von Cecil Hepworth produzierte und vermarktete Film gilt als der erste Höhepunkt der britischen Filmgeschichte; die Geschichte des Collies Rover, der ein entführtes Baby rettet, fand zahlreiche Nachahmer und begründete das Genre der Tierspielfilme. Der Film entstand mit minimalem finanziellem Aufwand, wurde aber ein internationaler Erfolg mit 395 verkauften Kopien.
Für Rescued by Rover wurde das Grundthema des Chase-Films, der verfilmten Verfolgungsjagd, mit einer dramatischen Entführungsgeschichte verbunden. Die über 21 Einstellungen erzählte Handlung folgt dabei einem rhythmischen Muster aus Wiederholungen und Variationen und wird ohne zusätzliche Hilfsmittel wie Zwischentitel vermittelt. Dank des innovativen Filmschnitts, der unter erzählerischen Gesichtspunkten gewählten Kameraführung und der Kombination von Außen- und kunstvoll beleuchteten Innenaufnahmen trug Rescued by Rover zur Entwicklung des Erzählkinos bei und beeinflusste Filmemacher wie D. W. Griffith.

## Handlung
Der Film beginnt mit einer Großaufnahme, in der der Hund Rover neben dem Baby auf einem Kissen liegend zu sehen ist. In der folgenden Einstellung ist das Kindermädchen mit dem Baby in einem Park unterwegs. Die beiden treffen auf eine Bettlerin, die vom Kindermädchen aber forsch abgewiesen wird. Als das Kindermädchen durch seinen Freund, einen Soldaten, abgelenkt wird, nutzt die Bettlerin die Gelegenheit, greift in den Kinderwagen und nimmt den Säugling an sich.
Im Haus der Familie erzählt das Kindermädchen verzweifelt der Hausherrin vom Verlust des Kindes. Rover, der das Geständnis beobachtet hat, springt auf und macht sich auf die Suche nach dem entführten Baby. Er rennt durch die Straßen, durchschwimmt einen Fluss und erreicht eine Arbeitersiedlung, in der er von Tür zu Tür geht, bis er das richtige Haus findet. Dort entdeckt er die Bettlerin, die den Säugling in ihr Versteck auf dem Dachboden gebracht und ihm die Kleider abgenommen hat.
Rover eilt nach Hause zurück und bewegt den Vater des Kindes dazu, ihm zu folgen. Der Vater läuft Rover hinterher und gelangt schließlich zum Versteck der Entführerin. Er nimmt gegen den schwachen Widerstand der Frau das Baby an sich und verlässt gemeinsam mit Rover den Dachboden. Die Bettlerin stellt zufrieden fest, dass ihr zumindest die Kleidungsstücke des Kindes geblieben sind, und nimmt genüsslich einen Schluck aus der Schnapsflasche.
Zuhause ist die Familie schließlich wieder vereint. Die Mutter nimmt ihr Kind glücklich in die Arme.

## Produktionsgeschichte

Cecil Hepworth

Der im Juli 1905 veröffentlichte Kurzfilm Rescued by Rover steht beispielhaft für den Übergang von den „primitiven Jahren“ der Filmgeschichte zu der zunehmend professionell organisierten Produktion und Vermarktung von Filmen in einer rasant wachsenden Filmwirtschaft. Cecil Hepworth hatte bereits als Mitarbeiter der Filmpioniere Birt Acres und Charles Urban die Geburt des neuen Mediums Film miterlebt. Ab 1899 drehte er selbst Filme und verkaufte sie in seinem Unternehmen Hepworth and Co. Zu seinen frühen Erfolgen zählten Aufnahmen von der Beisetzung der Königin Victoria im Februar 1901 (Funeral of Queen Victoria) sowie der 1903 gedrehte Film Alice in Wonderland, der zu diesem Zeitpunkt mit einer Laufzeit von rund zwölf Minuten der längste britische Film war.
1904 trennte sich Cecil Hepworth von seinen bisherigen Geschäftspartnern und gründete in Walton-on-Thames die Hepworth Manufacturing Company. Hepworth, der bislang nicht nur als Produzent, sondern auch als Regisseur, Kameraoperateur und Darsteller agierte, sammelte neue Mitarbeiter um sich und begann sich auf die Führung des Unternehmens zu konzentrieren. So war Rescued by Rover der letzte Film, in dem er in einer größeren Rolle vor die Kamera trat. Auch als Regisseur zog sich Hepworth weitgehend zurück und überließ die Arbeit an der Kamera Mitarbeitern wie Lewin Fitzhamon, der Anfang 1905 von Robert W. Paul zur Hepworth Manufacturing Company gewechselt war.
Trotz Hepworths Bemühungen zur Professionalisierung der Filmproduktion entstand mit Rescued by Rover eine „besondere Familienangelegenheit“. Das Szenario stammte von Cecil Hepworths Ehefrau Margaret, und die gesamte Familie Hepworth spielte im Film mit. Das entführte Baby wurde von der acht Monate alten Barbara Hepworth verkörpert, als sein Retter Rover trat der Hund der Familie, der Collie Blair, auf. Blair war bereits zwei Jahre zuvor in Alice in Wonderland in einer kurzen Szene zu sehen, hier stand er das erste Mal im Mittelpunkt einer Filmhandlung.

Vor dem Bootshaus in Walton-on-Thames wurden mehrere Szenen von Rescued by Rover gedreht

Auch May Clark, die in Rescued by Rover das Kindermädchen spielte, hatte bereits in Alice in Wonderland als Titelheldin mitgewirkt. Clark war allerdings keine gelernte Schauspielerin, sondern zählte als Filmeditorin zum engen Mitarbeiterstab Hepworths. Mit Mr. und Mrs. Sebastian Smith, die als der Freund des Kindermädchens und als die Kidnapperin auftraten, hatte Hepworth erstmals zwei professionelle Schauspieler beschäftigt. Sie erhielten für ihre Auftritte in Rescued by Rover jeweils eine halbe Guinee, wobei in der Gage bereits die Fahrtkosten von London nach Walton-on-Thames enthalten waren. Dem Filmhistoriker Kemp R. Niver zufolge soll das Engagement von Mr. und Mrs. Smith der erste Einsatz bezahlter Filmschauspieler in der britischen Filmgeschichte gewesen sein.
Die Innenaufnahmen fanden in dem Filmstudio statt, das Cecil Hepworth seit 1903 in Walton-on-Thames betrieb. Nach seinen eigenen Angaben gestaltete Hepworth persönlich die Kulissen. Die Außenaufnahmen wurden auf den Straßen von Walton-on-Thames sowie an einem Kanal am Stadtrand durchgeführt. Das gesamte Filmbudget summierte sich auf £7 13s 9d; damit war Rescued by Rover laut dem Guinness-Buch der Rekorde der billigste Film, der je produziert wurde.

## Zeitgenössische Vermarktung und Wirkung des Films

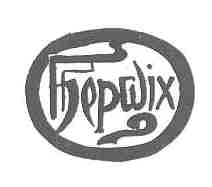
Das bis 1908 verwendete Logo der Hepworth Manufacturing Company

Rescued by Rover erwies sich als Hepworths größter kommerzieller Erfolg seit Funeral of Queen Victoria. Da es 1905 anders als in Frankreich oder den Vereinigten Staaten noch keinen systematischen Filmverleih im Vereinigten Königreich gab, wurden Kopien des Films direkt an die Filmvorführer verkauft. Hepworth konnte insgesamt 395 Kopien des Films absetzen, die – bei einem Standardpreis von 6d pro Fuß und einer Länge von 425 Fuß – für je £10 12s 6d verkauft wurden. Die tatsächliche Anzahl der existierenden Kopien dürfte noch größer gewesen sein, da einige Filmhändler in London Duplikate ihrer erworbenen Kopien anfertigten und weiterveräußerten.
Die Nachfrage nach Rescued by Rover war so groß, dass das Originalnegativ schnell verschliss und der Film zweimal nachgedreht werden musste. Die Neuverfilmungen unterschieden sich nur minimal vom Original, die erste Fassung von Rescued by Rover gilt aber als die wirkungsvollste. Rescued by Rover wurde nicht nur im Vereinigten Königreich, sondern auch im Ausland verkauft. In den Vereinigten Staaten erfolgte die Vermarktung durch die American Mutoscope and Biograph Company, die den Film am 19. August 1905 zum US-amerikanischen Copyright angemeldet hatte.
Zeitgenössische Zeitungskritiken zeigten sich sehr angetan von dem Film. Die Leicester Daily Post pries im November 1905 Hepworths Produktion als „bezaubernd“ und „völlig neu in Konzept und Umsetzung“. Nach einer Vorführung im neuseeländischen Greymouth im September 1906 wurde Rescued by Rover als ein „Glanzstück“ beschrieben.
Dank der lang anhaltenden Popularität von Rescued by Rover – der Film blieb für mindestens vier oder fünf Jahre im Umlauf – kamen tierische Leinwandhelden in Mode. Bereits im April 1906 veröffentlichte der in Philadelphia ansässige Filmproduzent Siegmund Lubin mit Rescued by Carlo ein Remake. 1908 stellte der Brite James Williamson einen Hund in den Mittelpunkt einer Filmtrilogie, von der nur der Kurzfilm £100 Reward erhalten geblieben ist. 1910 startete Vitagraph eine Reihe von Kurzfilmen mit Jean, the Vitagraph Dog, der an der Seite von Florence Turner auftrat.
Das Interesse der Filmemacher an Tiergeschichten beschränkte sich aber nicht nur auf Hunde. Im Juli 1907 witzelte das britische Branchenblatt Kinematograph Weekly, dass man bald schon Schildkröten und Igel als neue Leinwandhelden sehen könne. Einer der eifrigsten Produzenten solcher Filme mit tierischen Hauptdarstellern war die Hepworth Manufacturing Company, die den Erfolg von Rescued by Rover wiederholen wollte. Vor allem Lewin Fitzhamon, der Regisseur von Rescued by Rover, drehte zahlreiche Filme nach dem vorgegebenen Schema. 1906 schuf er eine Adaption von Anna Sewells Black Beauty mit seinem eigenen Pferd als Hauptdarsteller. 1907 traten der Collie Blair und Fitzhamons Pferd gemeinsam in Dumb Sagacity vor die Kamera, ein Jahr später durfte Blair die nun dreijährige Barbara Hepworth in The Dog Outwits the Kidnapper erneut aus den Händen eines Entführers retten und dabei sogar seine Fahrkünste in einem Automobil unter Beweis stellen. Neben Hunden und Pferden machte Fitzhamon auch Tauben (Dumb Comrades, 1910) und sogar einen Elefanten (Snatched from a Terrible Death, 1908) zu Helden dramatischer Geschichten.
Bereits 1907 hatte Kinematograph Weekly die Entwicklung kritisch kommentiert und sowohl die besondere Qualität als auch den Vorbildcharakter von Rescued by Rover herausgestellt: „Seit den Tagen von Saved by Rover [sic!] erschienen viele Filme mit Tieren als Hauptfiguren; doch wir bezweifeln, dass Hepworths berühmtes Werk bisher erreicht werden konnte, mit Ausnahme von seinem Black Beauty vielleicht.“ Der Ruhm von Rescued by Rover wirkte auch noch 1914 nach, als die Hepworth Manufacturing Company in einer Pressemitteilung den Tod von „Rover“ bekanntgab und an die Bedeutung des Hundes als erster tierischer Darsteller in einem Spielfilm erinnerte.

## Filmanalyse

### Themen und Motive

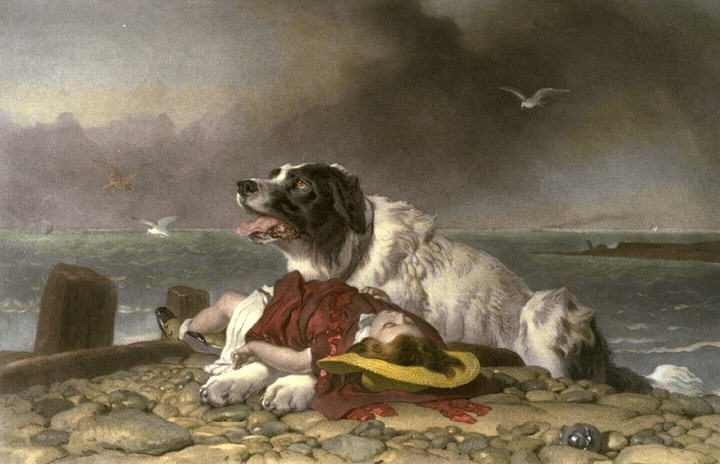
Gemälde wie Edwin Landseers Saved von 1856 prägten das Bild des Hundes als aufopferungsvollem Helfer

Mit dem Collie „Rover“ stand erstmals ein Tier im Zentrum eines narrativen Films. In früheren Filmen wurden Tiere ausschließlich als Schauwerte vorgeführt, wie das boxende Känguru in einem der ersten Filme des Berliner Filmpioniers Max Skladanowsky oder die von Alexandre Promio für die Brüder Lumière gefilmten Löwen im Londoner Zoo (Lions, Jardin zoologique, Londres, 1896). In Rescued by Rover war dagegen das Tier nicht mehr Objekt, sondern Akteur eines Films. Die Darstellung von Rover als treuer Begleiter und aufopferungsvoller Helfer stand dabei in der Tradition der Literatur und Malerei des 19. Jahrhunderts. Anekdoten über Hunde, die Kinder retteten und Verbrecher überführten, bildeten eine populäre Literaturgattung im Vereinigten Königreich des Viktorianischen Zeitalters.
Der Filmwissenschaftler Charles Musser sieht in dem Film einen Vertreter eines 1904 durch Gaumonts The Child Stealers begründeten Genres von Kidnapping-Filmen, die gemein haben, dass ein “gypsy or some other outcast” (deutsch: „Zigeuner oder irgendein anderer Paria“) ein junges Kind einer ehrbaren (“respectable”) Familie der oberen Mittelschicht stiehlt und misshandelt. Zeitgleich zu Fitzhamons Rescued by Rover entstand bei Edison Stolen by Gypsies unter der Regie von Edwin S. Porter. Einige Lexika bezeichnen auch die Figur der Bettlerin in Rescued by Rover als “gypsy”/„Zigeunerin“, andere nur als Bettlerin. Der Filmwissenschaftler Ian Christie ordnet die Figur aufgrund ihrer Wohnstätte explizit nicht als „gypsy“ ein, dies verhindere jedoch nicht, dass sie mit angeblichem Verhalten von „gypsies“ in Zusammenhang gebracht werden könnte. Das Bild der kinderraubenden „Zigeuner“ war in der viktorianischen Literatur verbreitet (siehe auch zur Geschichte des Antiziganismus). The Encyclopedia of British Film nennt Rescued by Rover stellvertretend für eine Dämonisierung von „gypsies“ im frühen Film als “drunks, thieves and child-abusers” (deutsch: „Betrunkene, Diebe und Kindesmissbraucher“), die „die Stabilität der bürgerlichen Familie im Edwardianischen Zeitalter“ gefährdeten.
Neben genretypischen Motiven des Kidnapping-Films entspricht Rescued by Rover über weite Teile der Handlung den Konventionen des Chase-Films. Der Chase-Film, eine über meist mehrere Einstellungen gefilmte Verfolgungsjagd, gilt laut dem Filmhistoriker Tom Gunning als das erste wirklich narrative Filmgenre der frühen Filmgeschichte und markiert den Übergang vom zeigenden Kino der Attraktionen zum erzählerischen Film. Das Genre entstand 1903 mit den britischen Kriminalfilmen A Daring Daylight Burglary und Desperate Poaching Affray und trug mit zur Entwicklung längerer und erzählerisch komplexerer Filme bei. Gerade die Vorliebe der britischen Filmpioniere für Außenaufnahmen ermöglichte die Entstehung des Chase-Films.
In Rescued by Rover bestimmt das Motiv der Verfolgungsjagd den Großteil der Außenaufnahmen des Films. Rover verfolgt zunächst die Spur des entführten Kindes, eilt dann nach Hause zurück und führt schließlich den Vater zum Kind. Beide durchqueren das Bild und ermöglichen so einen schnellen Wechsel des Schauplatzes. Die sukzessive Abfolge der Handlungsorte von der bürgerlichen Heimat Rovers zur Behausung der Kidnapperin und zurück versinnbildlicht dabei einen sozialen Ab- und Aufstieg. Die authentische Darstellung dieser Handlungsorte besitzt für den modernen Zuschauer einen gewissen dokumentarischen Wert. Für den Filmwissenschaftler Thomas Elsaesser haben die Ansichten der Arbeiterviertel von Walton-on-Thames „sehr wohl ihren eigenen Charme“. Richard Armstrong sieht hier sogar einen Vorläufer des sozialen Realismus. Dagegen entspreche aber die Darstellung der verschiedenen sozialen Klassen den Moralvorstellungen des Viktorianismus.

### Inszenierung
Eröffnungseinstellung von
Rescued by Rover

Regie: Lewin Fitzhamon, 1905

Link zum Bild

(Bitte Urheberrechte beachten)
Auch wenn zum Zeitpunkt der Produktion von Rescued by Rover die grundlegende „Grammatik“ der Filmsprache bereits entwickelt war, kann der Film aufgrund der Komplexität seiner Inszenierung als die Vollendung dieser Entwicklungsphase in der frühen Filmgeschichte betrachtet werden. Vor allem die Montage der Außenaufnahmen erwies sich als besonders innovativ.
Die Innenaufnahmen waren dagegen noch vom populären Tableau-Stil der frühen Jahre geprägt, bei dem eine unbewegliche Kamera aus einer Totale einen vollständigen Handlungsabschnitt erfasst, ohne dass die Szene in einzelne Einstellungen aufgeteilt wird. Tableaus sind vor allem in der ersten und letzten Einstellung von Rescued by Rover erkennbar. Der Film beginnt mit einer Nahaufnahme von Rover und dem Baby. Diese Einstellung war losgelöst vom Rest der Handlung, diente aber dazu, dem Zuschauer die Hauptfiguren nahezubringen. Der Filmhistoriker Noël Burch prägte hierfür den Begriff der „emblematischen Einstellung“. Auch die letzte Szene von Rescued by Rover, die die vereinigte Familie zeigt, kann als ein Emblem betrachtet werden, das den glücklichen Ausgang der Handlung markiert.
Während bei den Innenaufnahmen der von der Kamera erfasste Raum eng begrenzt ist, weisen die Außenaufnahmen eine perspektivische Tiefe auf, die durch die diagonale Bewegung der Figuren verstärkt wird. Die Bewegung setzt sich dabei über mehrere Einstellungen fort, wobei einerseits eine räumliche Diskontinuität überwunden wird, andererseits aber laut Elsaesser durch den unsichtbaren Schnitt die Illusion einer kontinuierlich fortschreitenden Zeit geschaffen wird. Dadurch verlieren die einzelnen Einstellungen ihre Eigenständigkeit, die bei früheren Filmen, die aus einzelnen Tableaus zusammengesetzt waren, üblich war. So hatte Hepworth 1903 die einzelnen Szenen von Alice in Wonderland separat verkauft und unter fortlaufenden Nummern katalogisiert.

Folge der Einstellungen in Rescued by Rover:
im Park: A: 1. Kameraposition; B: 2. Kameraposition
Haus der Familie: C: Nahaufnahme, Wohnzimmer; D: Totale, Wohnzimmer; E: Arbeitszimmer des Vaters; F: Außenaufnahme, Fenster
Unterwegs: G: Straße; H: Straßenecke; I: Am Fluss
Haus der Bettlerin: J: Außenaufnahme; K: Innenaufnahme
Die Länge der Balken entspricht der Länge der einzelnen Einstellungen

Rescued by Rover setzt sich aus insgesamt 21 Einstellungen zusammen, die in elf verschiedenen Kamerapositionen (setups) aufgenommen wurden (siehe obenstehendes Diagramm). Die Dramaturgie folgt dabei einem rhythmischen Muster aus symmetrisch angelegten Wiederholungen und Variationen, wobei Form und Inhalt nach Ansicht des Filmwissenschaftlers Charles Barr perfekt zusammenpassen. Das Muster der Einstellungen entspricht der klassischen Struktur eines Dramas: Gleichgewicht, Störung des Gleichgewichts und Wiederherstellung des Gleichgewichts. Die beiden Plot points, die den jeweils nächsten Akt der Handlung einleiten, werden in Rescued by Rover durch die Entführung des Babys am Ende der dritten Einstellung sowie durch den Entschluss des Vaters, Rover zu folgen (15. Einstellung), markiert.
Die systematische Zusammenstellung der einzelnen Szenen sowie die Wiederholungen von Schauplätzen ergeben laut den Filmhistorikern Mast und Kawin eine inhaltliche Schlüssigkeit, der auch ohne Zwischentitel oder Filmerklärer vom Zuschauer vollständig nachvollzogen werden kann. Während sich Rover auf der Suche nach dem entführten Baby durchgängig auf die Kamera zubewegt, kehrt er seine Bewegungsrichtung um, wenn er nach Hause zurückläuft, um Hilfe zu holen. Dass Rover zurückläuft, ergibt sich dem Zuschauer aus dem Verständnis der Filmmontage, die einzelnen Einstellungen besitzen somit eine Indexikalität. Dabei verzichtet der Regisseur Lewin Fitzhamon auf eine vollständige Wiederholung der Szenenfolge. Durch die Verkürzung der Handlung und der Zeit, eine sogenannte Ellipse, gehen für den Zuschauer aber keine Informationen verloren, da sich die nicht gezeigten Handlungsabläufe aus dem gezeigten ergeben. Diese Tempoerhöhung sorgt für eine höhere Spannung im Film, da die Handlung schneller vorankommt.

### Kameraführung und Lichtsetzung
Spannung wird auch durch die Wahl des Standortes der Kamera erzeugt. So wurde die Szene im Park aus zwei verschiedenen Blickwinkeln gedreht, die es der Kamera ermöglichten, den Babyraub besser einzufangen. In einigen Einstellungen folgt die Kamera den Protagonisten mit Hilfe eines Kameraschwenks. Die Bewegung der Kamera diente hauptsächlich dazu, dass die Aktion innerhalb des Bildes blieb (mit der Konsequenz, dass der Zuschauer den Vater zur Überquerung des Flusses ein Boot besteigen sieht, obwohl am rechten Bildrand eine Brücke erscheint). Fitzhamon erzielte mit dem Schwenk aber zusätzlich die Wirkung, dass die Zuschauer sich noch stärker mit dem Geschehen verbunden fühlten, da die Kamera die Position des neugierig folgenden Zuschauers einnimmt. Damit der Zuschauer auch bei den Straßenszenen, in denen Rover in Erscheinung trat, auf Augenhöhe mit dem Protagonisten sein konnte, wurden diese Einstellungen aus einer tieferen Kameraperspektive, der Untersicht, aufgenommen.
Die Innenaufnahmen wurden dagegen durchgehend in der Normalsicht aufgenommen. Bei den Szenen, die in der Behausung der Bettlerin spielten, wurde eine einfallsreiche Lichtführung ausprobiert. Zwei seitlich montierte Bogenlampen simulierten das durch die Dachbodenfenster einfallende Sonnenlicht, wodurch das grelle Licht und die geworfenen Schatten eine bedrohliche Atmosphäre erzeugten. Der Filmhistoriker Michael Chanan sieht dagegen in der Ausleuchtung eine naturalistische Inszenierung.

## Filmhistorische Einordnung
Viele Filmhistoriker räumen Rescued by Rover einen herausragenden Platz in der frühen Filmgeschichte ein. So bezeichnete ihn der Historiker Dan L. LeMahieu als den bedeutendsten britischen Film seiner Zeit. Verglichen mit den Filmen, die zu Beginn des Jahrzehnts produziert wurden, verdeutlicht Rescued by Rover den Fortschritt in der Entwicklung der Filmsprache. Anstelle des Effektes stand die Handlung im Vordergrund. Damit nahm Rescued by Rover nach Ansicht des Anglisten Jörg Helbig die Entwicklung des späteren populären Erzählkinos vorweg.
Mit Rescued by Rover und den zahlreichen Nachfolgefilmen der Hepworth Manufacturing Company schuf Cecil Hepworth die Basis für spätere Tierspielfilme, die der Dramaturgie des ersten Films folgten. Für den Filmjournalisten Jonathan Burt war Rover der Prototyp des „allwissenden Tiers“, das seiner menschlichen Familie aus der Not hilft. Die Anfang der 1920er Jahre entstandene Filmreihe mit dem Schäferhund Rin Tin Tin, vor allem aber die Geschichten um die Colliehündin Lassie, die seit 1943 zahlreiche Auftritte im Film und Fernsehen hatte, wurden von Rescued by Rover beeinflusst.

### Porter, Hepworth und Griffith

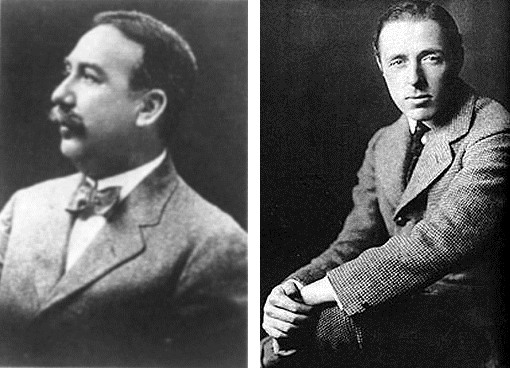
Edwin S. Porter (links) und D. W. Griffith

In der Entwicklungsgeschichte des Erzählkinos nimmt Rescued by Rover eine wichtige Position zwischen den Filmen der US-amerikanischen Filmemacher Edwin S. Porter und D. W. Griffith ein. Porters Life of an American Fireman und vor allem sein internationaler Erfolg Der große Eisenbahnraub (beide von 1903) beeinflussten Hepworth in der Entwicklung der Erzählstruktur. Dabei schöpfte Hepworth nach Ansicht von James Monaco die Möglichkeiten des Schnitts besser aus als die berühmteren amerikanischen Vorbilder. Die Bedeutung von Rescued by Rover für den britischen Film sei vergleichbar mit der von Porters Der große Eisenbahnraub für den amerikanischen Film.
Ähnlich wie Hepworth durch Porter beeinflusst wurde, inspirierte Rescued by Rover D. W. Griffith bei seinen ersten Regiearbeiten. Die frühen Kurzfilme, die Griffith ab 1908 bei Biograph drehte, und die die Filmwelt revolutionieren sollten, ähnelten in der Struktur Hepworths Produktion; vor allem The Adventures of Dollie, Griffiths erste Regiearbeit, war thematisch und stilistisch von Rescued by Rover beeinflusst. Die Prinzipien von Wiederholung und Variation einzelner Einstellungen hatte Griffith übernommen und weiterentwickelt. Mit der Parallelmontage perfektionierte Griffith zudem ein erzählerisches Mittel, das der Filmwissenschaftler Charles Barr bei Rescued by Rover noch vermisst.
Inwieweit Hepworth schon die Möglichkeiten zur Darstellung paralleler Handlungen erkannt hatte, ist in der Filmwissenschaft umstritten. Für den Filmeditor und Filmdozenten Don Fairservice ist Hepworth genauso wie Porter an dieser Aufgabe gescheitert. Die Filmhistoriker Geoffrey Macnab und Thomas Elsaesser erkennen dagegen in der ersten langen Szene auf dem Dachboden, die sich für den Zuschauer klar erkennbar gleichzeitig zu Rovers Suche ereignet, einen ersten Versuch der Parallelmontage.

### Bedeutung für die britische Filmgeschichte
Bei der Diskussion von Cecil Hepworths Beitrag zur Entwicklung des narrativen Films stellt sich für Don Fairservice allerdings die Frage, inwieweit er selbst für die Montage von Rescued by Rover verantwortlich ist. Hepworth besaß nach eigenem Bekunden keine Kenntnisse von der Technik des Filmschnitts. Ob Lewin Fitzhamon, May Clark oder doch Hepworth die endgültige Fassung von Rescued by Rover mit den wegweisenden Szenenübergängen geschaffen hat, ist unklar. Es ist aber offensichtlich, dass trotz des Erfolgs des Films Hepworth keine Anstrengungen unternommen hatte, die angewandten Filmtechniken weiterzuentwickeln.
Stattdessen konzentrierte sich Hepworth auf die Vermarktung seines Hauptdarstellers. „Rover“ kann nach Ansicht von Rachael Low als der erste namentlich bekannte Star des britischen Films betrachtet werden. Die britische Filmpresse ignorierte „Rovers“ menschliche Mitspieler, der Hund war nach Ansicht von Geoffrey Macnab die Hauptattraktion von Hepworths Filmen. 1905 traten allerdings Schauspieler in der Regel noch ungenannt auf, erst 1910 wurde in den Vereinigten Staaten mit dem ehemaligen „Biograph Girl“ Florence Lawrence eine Filmschauspielerin zu einer Berühmtheit. Zur gleichen Zeit erkannte Hepworth als erster britischer Filmemacher die Anziehungskraft von Filmstars auf das Publikum und stellte Alma Taylor und Chrissie White in den Mittelpunkt seiner Produktionen.
Hepworth konnte allerdings nicht mehr an den Erfolg von Rescued by Rover anschließen. Weder er noch die Mitglieder der „Schule von Brighton“, die von 1896 bis 1905 wichtige Beiträge zur technischen Entwicklung des Mediums Film geliefert hatten, konnten mit der künstlerischen Fortentwicklung Schritt halten; die britische Filmindustrie verlor ab 1906 international an Boden. Nach dem Ersten Weltkrieg war Cecil Hepworth der letzte britische Filmpionier, der noch aktiv im Filmgeschäft war, seine Produktionen wirkten aber hoffnungslos veraltet.
Seit dem Beginn der 1910er Jahre musste sich die britische Filmindustrie auf dem heimischen Markt der Vormacht ihrer US-amerikanischen Konkurrenten stellen. Dieses führte bis heute zu periodisch auftretenden Krisen der Filmwirtschaft. Insofern ist Rescued by Rover nicht nur ein „Meilenstein des britischen Films“, sondern markiert laut Geoffrey Macnab „den möglicherweise einzigen Zeitpunkt der Filmgeschichte, an dem das britische Kino unbestritten die Welt angeführt hatte“.